# Природа Естонії

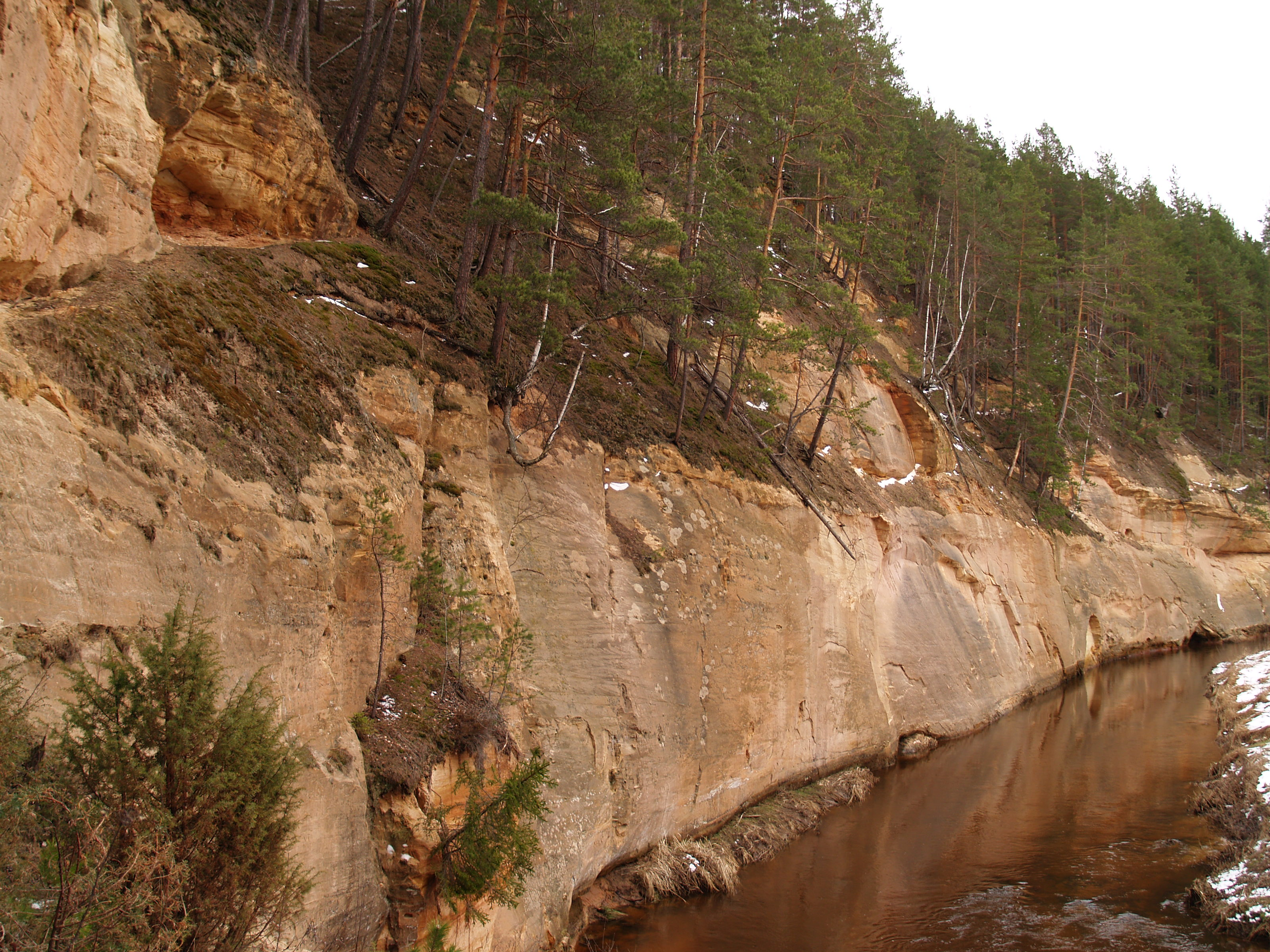
Девонські піщані оголення в Херма Маєміне

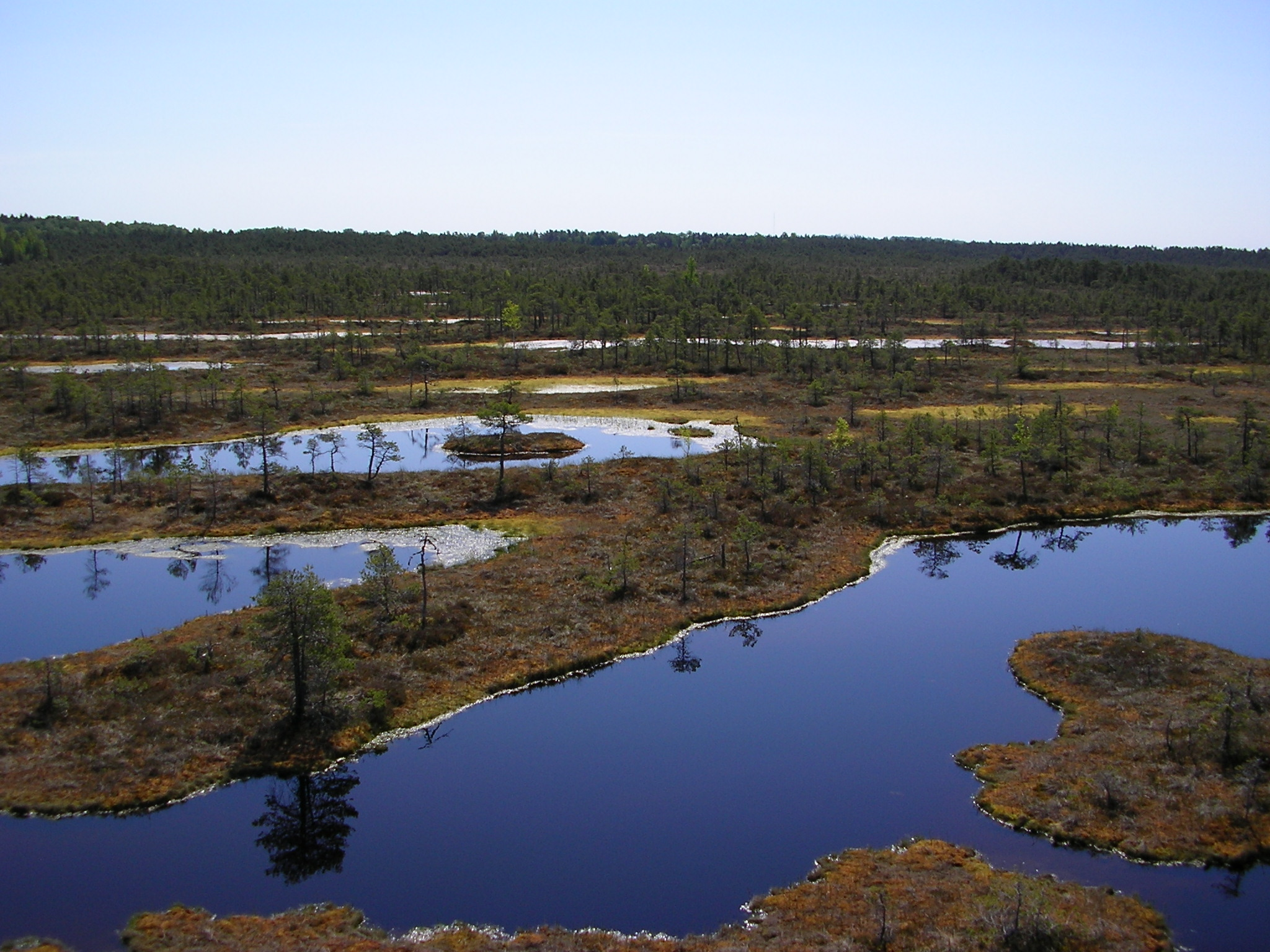
Болото в Заповіднику Ендла

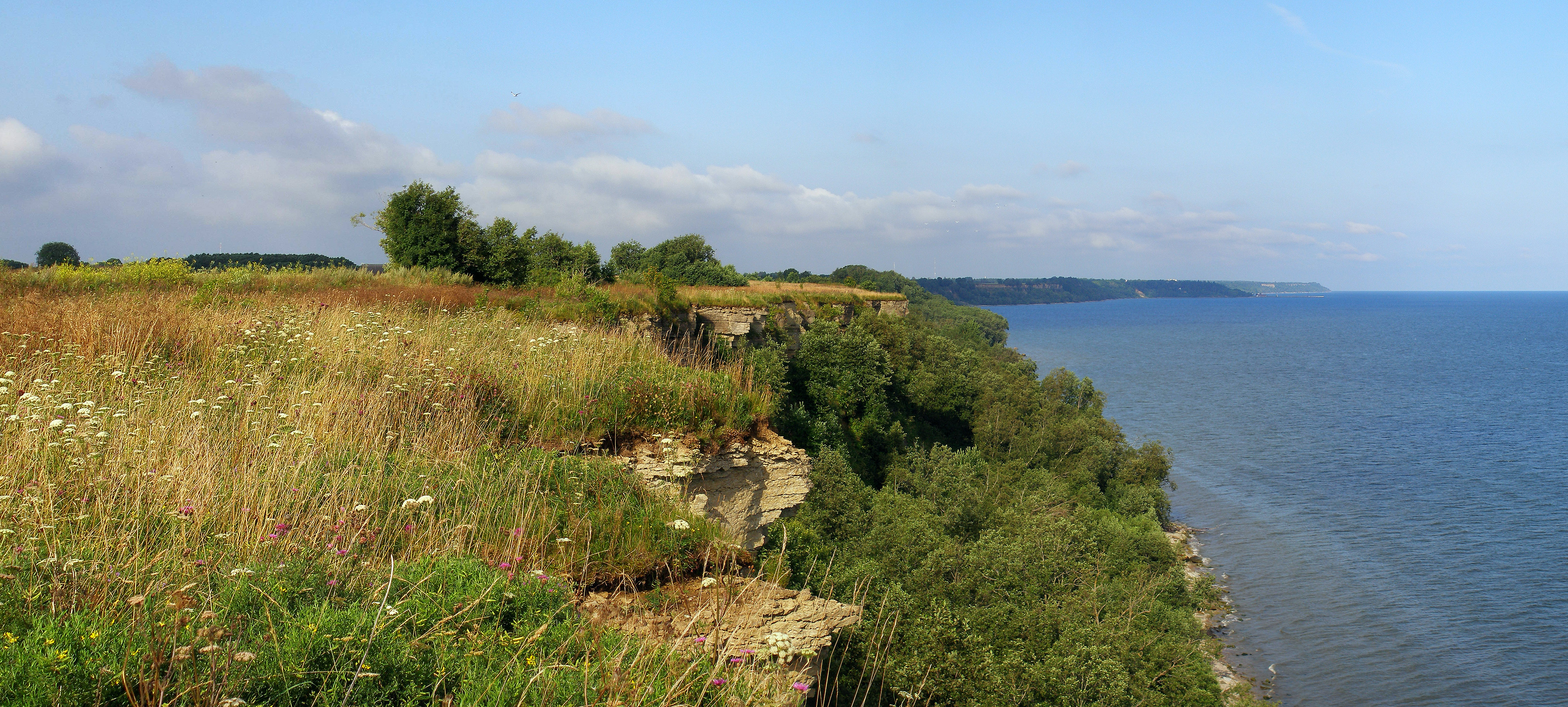
Скеля Пейте поблизу Сілламяе

## Клімат

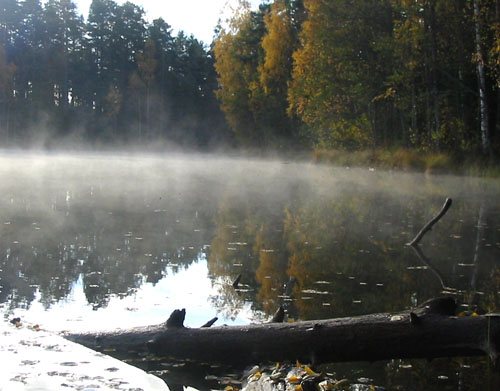
Туман в заказнику Пих'я-Кирвемаа

Естонія належить до підзони змішаних лісів Атлантично-континентальної області помірного поясу, для якої характерні тепле літо і помірно м'яка зима. Найтепліший місяць — липень, найхолодніший — лютий. Температурний максимум і мінімум становлять відповідно 35 ° C і −43 ° C.
На клімат впливає Атлантичний океан, перш за все — Північно-Атлантичний потік. Середньорічна температура в Естонії значно вище, ніж на територіях з континентальним кліматом, що знаходяться на тій же широті далі на схід. Взимку на прибережних територіях значно тепліше, ніж у континентальній частині Естонії. Навесні центральна частина прогрівається швидше, ніж море, проте влітку температурні відмінності зникають. Восени на віддаленій від моря території температура падає помітно швидше, і різниця температури збільшується.
Тривалість найкоротшого і найдовшого днів у річному циклі значно відрізняється через велику географічну широту Естонії. День зимового сонцестояння триває від 6 годин 2 хвилини (Таллінн) до 6 годин 39 хвилин (Валга). Тривалість дня літнього сонцестояння становить 18 г 40 хв і 18 год 10 хв відповідно.

## Рельєф

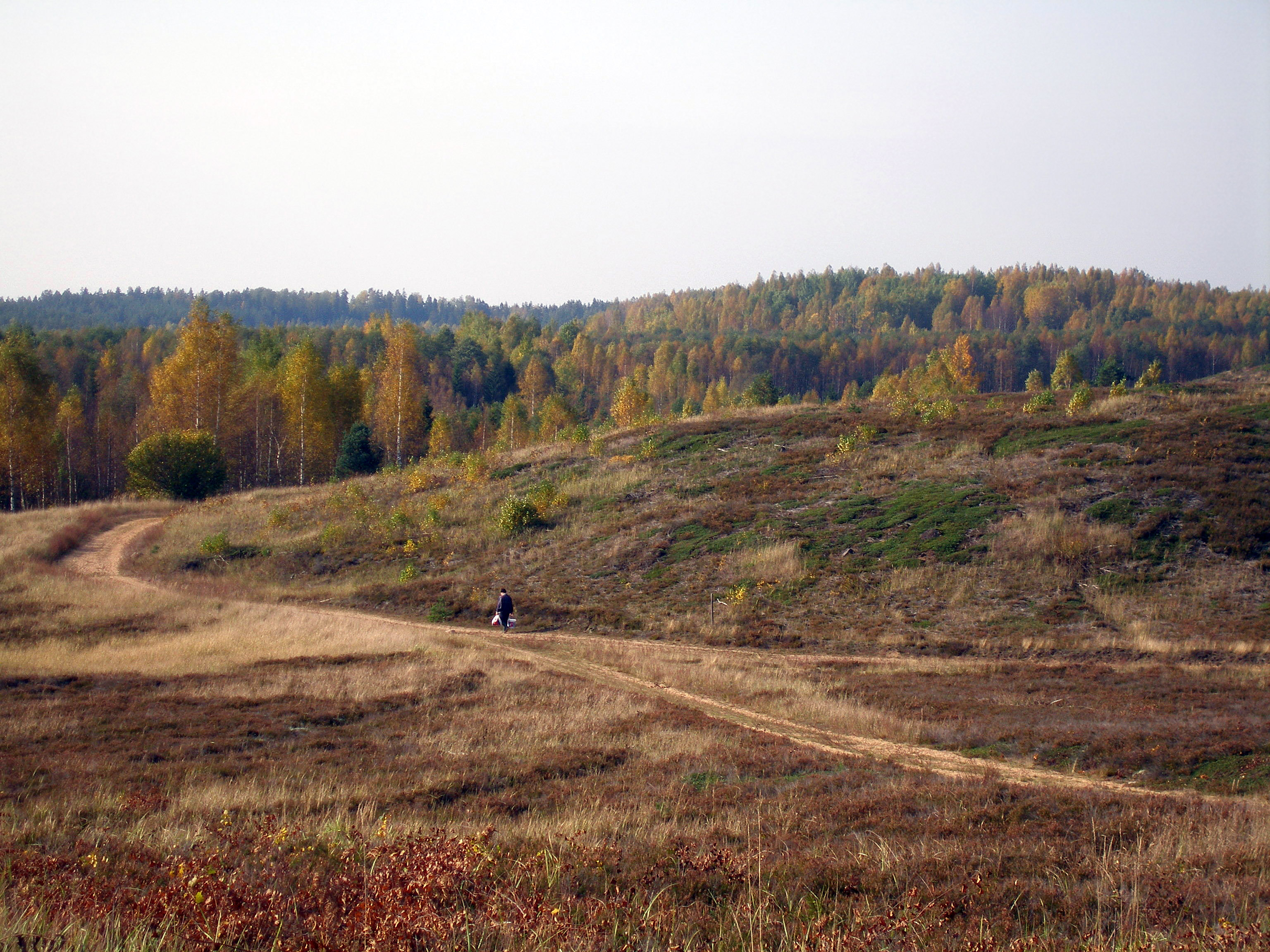
Пагорб в заказнику Пих'я-Кирвемаа

Територія Естонії є частиною Східно-Європейської рівнини, тому її територія низька і рівна. Максимальна висота (у тому числі у всій Прибалтиці) — гора Суур Мунамяґі (317 м) в центральній частині височини Хаанья. Інші височини: поле друмлінів Саад'ярве (144 м), Ахтмескае (Йихвіскае) (81 м) і Західно-Сааремааскае (54 м) височини. Крім того, кілька великих плато — Хар'юскае, Вірускае і Угандзі — також відносяться до територій з піднесеним рельєфом.
Майже половину території Естонії охоплюють низини, які мають висоту до 50 метрів над рівнем моря. Найбільші з них знаходяться на заході Естонії (Західно-Естонська низовина).
Своєрідний символ Естонії, унікальна і сама грандіозна форма рельєфу — Балтійський глінт. Це найбільший в рівнинній Північній Європі уступ, що утворився після відходу льодовика і вважається імовірно берегом давнього моря. Тягнеться від острова Еланд (Швеція) до Ладозького озера (Росія).

## Суша
Естонське узбережжя змінюється від кручі з чистого вапняку на півночі до піщаних берегів і пологих узбережних луків на заході.
Унікальні метеоритні кратери.

### Ліси
Ліси і лісисті місцевості становлять майже половину території країни, або 2,2 млн га. Естонія розташована в перехідній (так званій гемібареальній) підзоні, де хвойні ліси євросибірської тайги переходять в європейську зону широколистяних лісів. У лісах Естонії налічується 87 споконвічних видів дерев і чагарників і більше 500 привезених. Тут ростуть і проживають як мінімум 20 000 видів живих організмів.
Значна частина лісів належить державі, що стримує їх активну вирубку і погіршення екологічної ситуації. Велика кількість хижаків — ведмедів, рисей, вовків — вказує на досить сприятливий екологічний стан лісів Естонії. Однак, всупереч твердженням мисливців-ентузіастів, їх кількість не перевищує 500 особин бурих ведмедів, 200 вовків і 100 рисей.
Індикатором екологічного здоров'я лісу є  дятел білоспинний  (Dendrocopos leucotos), присутність якого в Естонії — досить звичне явище, на відміну від Швеції і Фінляндії де цей вид знаходиться під загрозою зникнення внаслідок занадто інтенсивного ведення лісового господарства.

### Луки
Лісисті луки  — подібні до парків поля. Кілька століть тому лісисті луки були поширені на території південної Фінляндії, Швеції і інших країн Європи, однак зараз вони збереглися тільки в західній Естонії та на островах. В даний час такі луки в основному заростають.
Одним з найбільш різноманітних рослинних об'єднань в Європі є лісиста лука Лаелату , де на одному квадратному метрі було виявлено 76 видів судинних рослин .
Вапнякові луки — луки з тонким шаром ґрунту на вапняковій основі. За межами Естонії подібні луки виявлені тільки на двох шведських островах. Через екологічний стан ці осередки іноді називають псевдостепами.

## Водні ресурси
За водозбором територію Естонії можна розділити на 4 частини: басейн Чудського озера (38%), басейни Ризької (32%) і Фінської заток (21%) і острови Західної Естонії (9%). Істотним вододілом є височина Пандивере.

### Річки
Велика кількість річок, проте більшість з них короткі і мілководні, деякі з них навіть пересихають під час тривалих посух. Довші за 100 кілометрів тільки 10 річок, єдина судноплавна з яких на всій протяжності — Емайигі (101 км).

### Озера
Налічується приблизно 1200 природних озер, які становлять 4,7% території Естонії. Однак великими вважаються тільки два з них: Чудське і Виртс'ярв. Більшість озер мілководні, найглибше (Ривге-Сувр'ярв) — максимальна глибина 38 м. Безліч озер заросли або заростають, велика частина їх страждає від надлишку поживних речовин.

### Болота
Болота є найдавнішими утвореннями і займають приблизно чверть території Естонії.
Найбільш відомим прибережним заболоченим районом в Естонії є містечко Матсалу, ліси, зарости очерету й острівці якого притягують навесні більше 2 мільйонів водоплавних птахів: довгохвоста качок, тундрових лебедів (Cygnus columbianus), білощоких казарок (Branta leucopsis), гуменників (Anser fabalis), білолобих гусок (Anser albifrons), зачіпаючи.
Крім Мацалу, відомі багато інших істотних узбережних заболочених земель, які залучають птахів для перельоту і розмноження. Вільсанді, Пухта, заплаву Кяйна і острови Хіюмаа мають статус водно-болотних ділянок міжнародного значення.
Повільно піднімаючись, земля в західній Естонії створює нові прибережні заболочені землі — пливководні бухти і вузькі протоки, лагуни і болота, луки і мілини. Спроби людини осушити болота не дали особливого результату, і меліярация в Естонії була закінчена в 1970-і.

## Острови
Естонія має досить довгу і урізану берегову лінію довжиною 3794 км (на 2540 км припадає понад 1000 островів).
Найбільші острови: Сааремаа, Мухумаа, Хіюмаа.

## Гліба
Основним матеріалом покривної породи в Естонії є Морро.
Можна виділити близько десяти видів ґрунтів, присутніх в Естонії. У Північній і Західній Естонії поширені дерново-карбонатні і щебеневі ґрунти. На Марен рівнинах Центральної Естонії і височини Пандивере зустрічаються вилужання і підзолисті ґрунти, тут розташовані головні агрокультурні регіони. На Марен рівнинах Південної та Центральної Естонії поширені псевдападолисті ґрунти, де під верхнім шаром знаходиться щільніший шар, який погано пропускає воду.
Приблизно ¼ території займають болотні ґрунти з характерний торавим шаром. На височинах Південної Естонії поширені поєднання еразаваних ґрунтів.

## Флора
Згідно з останніми відомостями, флора Естонії представлена 1441 видом судинних рослин, а разом з підвидами — 1538 видами. З нижчих рослин в Естонії виявлена більше 2500 видів водоростей та 680 видів лишайників.
Відомо 83 види або підвиди рослин, які зустрічаються виключно в Естонії. Більшість з них відносяться до роду Hieracium. З таких рослин добре відомий Rhinanthus osiliensis, менш відомий Saussurea alpina esthonica.

### Лісові угруповання
У темнохвойних лісах, крім ялин, часто ростуть благородні листопадні дерева — дуб, ясен, в'яз, клен і липа. Характерні чагарникам і темнохвойним лісам ліщина, жимолость, калина і смородина альпійська. На трав'яному ярусі зустрічаються яглиця, глуха кропива біла, медунка, зірочник гайовий, копитняк, безщитник жіночий, печіночниця і анемона дібровна.
У регіонах з родючим і помірно вологим ґрунтом росте сурамень — переважно сосновий ліс з невеликим числом беріз і осик. У суборах ростуть сосни майже без домішки інших дерев; ще менше інших видів у соснових борах. У долинах і затоплюваних луках росте болотний ліс з чорної вільхи.

### Рослинність боліт
Серед болотних рослин переважають торф'яні мохи, багно звичайне, верес, підбіл і морошка.
У забагнених болотних лісах і перехідних болотах поширена осока, торф'яний мох. Зустрічаються дерева: береза, вільха, ялина, сосна.

### Гриби
В Естонії зареєстровано більше 3700 видів грибів, хоча їх кількість може досягати і 4500. Більшість грибів росте на більш ніж 1200 видах рослин у вигляді сапрогенних (які породжують гниття) бактерій або паразитів. Їстівні гриби налічується близько 60 видів. Естонці споживають набагато більше видів грибів, ніж народи Центральної та Західної Європи.

## Фауна

### Ссавці
На території Естонії зафіксовані 67 видів ссавців, об'єднаних у 6 рядів, 19 родин. Чисельність населення гризунів та комахоїдних є найбільшою й ніхто не може визначити кількість цих тварин точно. Сарна європейська є найчисельнішою великих ссавців в Естонії (більше 55 000). Заєць сірий і заєць білий йдуть після (є більш ніж 20 000 тварин обох видів). Свиня дика, лось звичайний, ведмідь бурий, лисиця руда, єнот уссурійський та вок характерні також для естонських лісів. 
Три види — ондатра, єнот уссурійський і американська норка — завезені в Естонію, а бобер і олень європейський заново введені.
Ссавці живуть скрізь — у лісах, відкритих землях, у внутрішніх водах, морях і населених пунктах. Більшість ссавців Естонії залишаються в країні взимку. Кілька видів — в основному кажани (нетопир лісовий і т.д.) — перебираються в теплі краї. Непорушене узбережжя сприятливе для тев'яка, чия чисельність на узбережжі Естонії найвища в Балтійському морі.

### Птахи
В Естонії зареєстровано 329 видів птахів, з яких гніздяться тут 222 види, 38 видів постійно пролітають або зимують, решта потрапляють зрідка. Територія Естонії розташована в зоні східноатлантичного міграційного шляху арктичних перелітних птахів.
Різноманітність узбережних середовищ робить Естонію надзвичайно привабливою для перелітних птахів. За оцінками, протягом міграційних періодів східноатлантичним перелітним шляхом естонські узбережжя перетинають до 50 мільйонів водних і прибережних птахів.
Національним птахом Естонії є сільська ластівка, яка дуже характерна для сільської місцевості. Тим не менш, це не найчисленніший вид. Найбільш поширеними є насправді зяблик (2...3 млн пар) і вівчарик весняний (1...2 млн пар). Серед більш великих птахів численними є мартин звичайний (до 100 000 пар) і крижень (30000 пар). З-поміж хижих птахів найбільш поширений канюк звичайний (2...3 тис. пар). В естонських материкових селах в достатку лелека білий (дві тисячі пар).
Птахи знаходяться по всій Естонії: в населених пунктах і болотах, на березі моря і в густому лісі. Приблизно половина з птахів Естонії птахів населяє рідколісся. Це в основному горобцеподібні: зяблик, вівчарики, вільшанка. Є також куроподібні (тетерук, орябок), соколоподібні  (яструб великий і малий) і сови (сова довгохвоста, сова вухата) в лісах. Близько 20% птахів пов'язане з водойм і прибережних районів. Довге й порізане узбережжя сприяє розмноженню й живленню багатьох птахів. Голуби, серпокрилець чорний, ластівка міська й горобець хатній поширені в містах. Лелека білий, сільська ластівка, горобець польовий і плиска біла поширені в селах.

### Земноводні і плазуни
В Естонії проживають 11 видів земноводних, вони належать до двох рядів і утворюють чотири родини. Загальнопоширеною є ропуха звичайна, яка живе всюди в Естонії, крім Сааремаа. Цікаво, що ропуха звичайна значно більша (до 16 см) на островах, ніж на континенті. Численні водойми й вологі місця мають сприятливі умови для земноводних в Естонії. Естонські амфібії є більш численними на островах, ніж на континенті з причини негативного впливу на них людини. Рідкісними видами є жаба трав'яна, жаба зелена і тритон гребінчастий.
Є тільки п'ять видів рептилій в Естонії. Всі вони належать до ряду Squamata об'єднаних в чотирьох родинах: Lacerta vivipara (Ящірка живородна), Lacerta agilis (Ящірка прудка), Anguis fragilis (Веретільниця ламка), Natrix natrix (Вуж звичайний), Vipera berus (Гадюка звичайна). Ящірка живородна і гадюка звичайна є найбільш численними в Естонії рептиліями. Вуж звичайний в основному поширений на островах і на березі моря. Ящірка прудка і веретільниця ламка не рідкісні також.

### Риби
Є не дуже багато видів риб в естонських водоймах — всього лише 75 видів були описані. Вони належать до 13 рядів і утворюють 29 родин. Риби населяють Балтійське море, численні озера та річки, які в Естонії мають повільний потік, швидкість не більше 1 м/с. Coregonus albula, Coregonus lavaretus, Salmo salar, Osmerus eperlanus, Esox lucius є найбільш поширеними рибами в Естонії. 

### Інші
У багатьох внутрішніх водоймах проживають Flagellata, Infusoria, Spongiae, Scyphozoa, Turbellaria, Polychaeta, Priapulida.